# Deadvlei

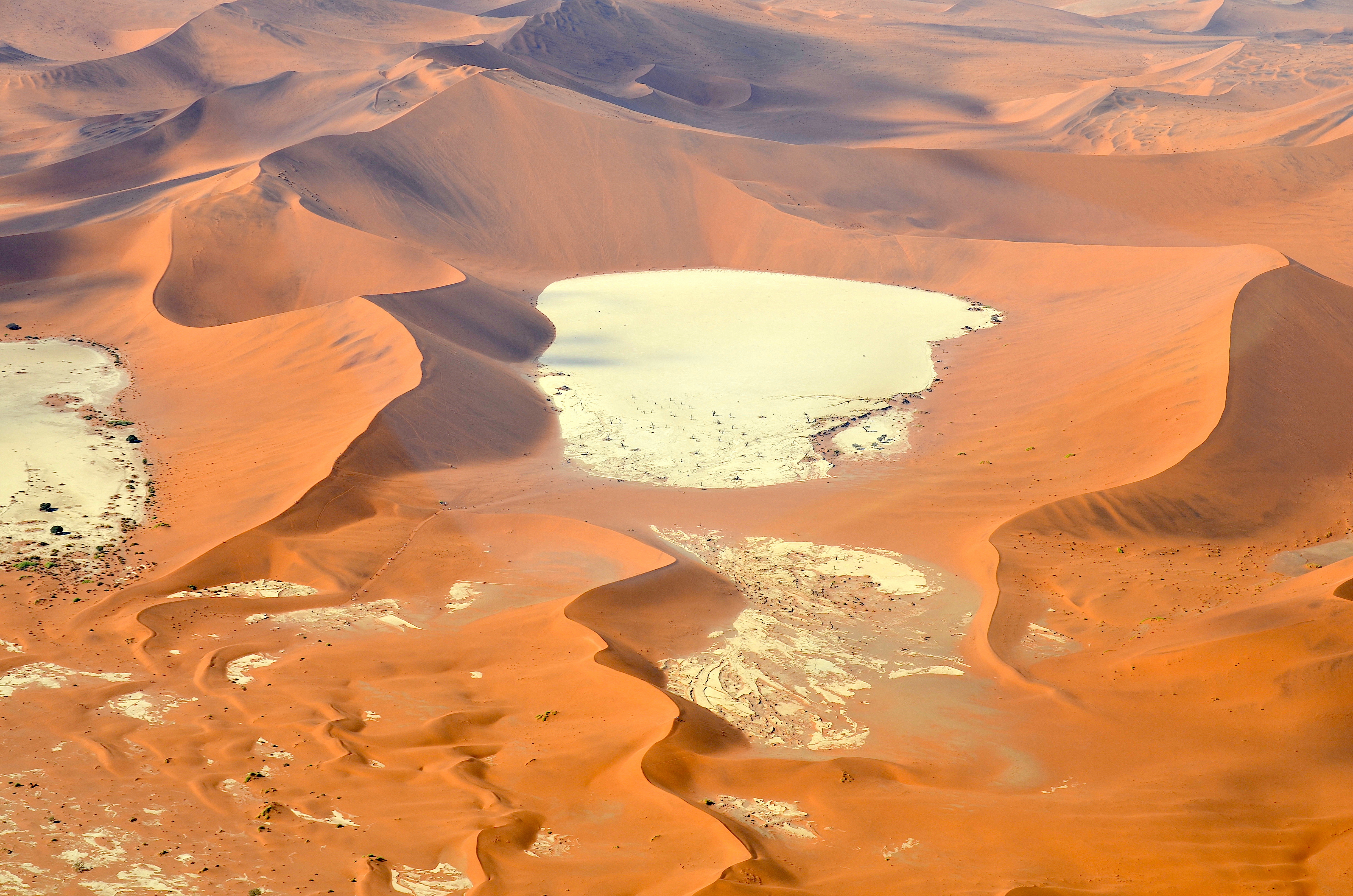
Vista del paraje

Deadvlei o Dead Vlei es un lago seco de arcilla blanca localizado cerca de otro lago seco, Sossusvlei, ambos situados en el Namib-Naukluft Parque, Namibia. Deadvlei  significa "pantano muerto" (de inglés muerto, y afrikáans "vlei", un lago o pantano en un valle entre las dunas). Al lago seco también se le conoce como "Dooie Vlei", presumiblemente su nombre original totalmente en afrikáans. En ocasiones se le denomina erróneamente como el "valle muerto" (valle sería en afrikáans "vallei").

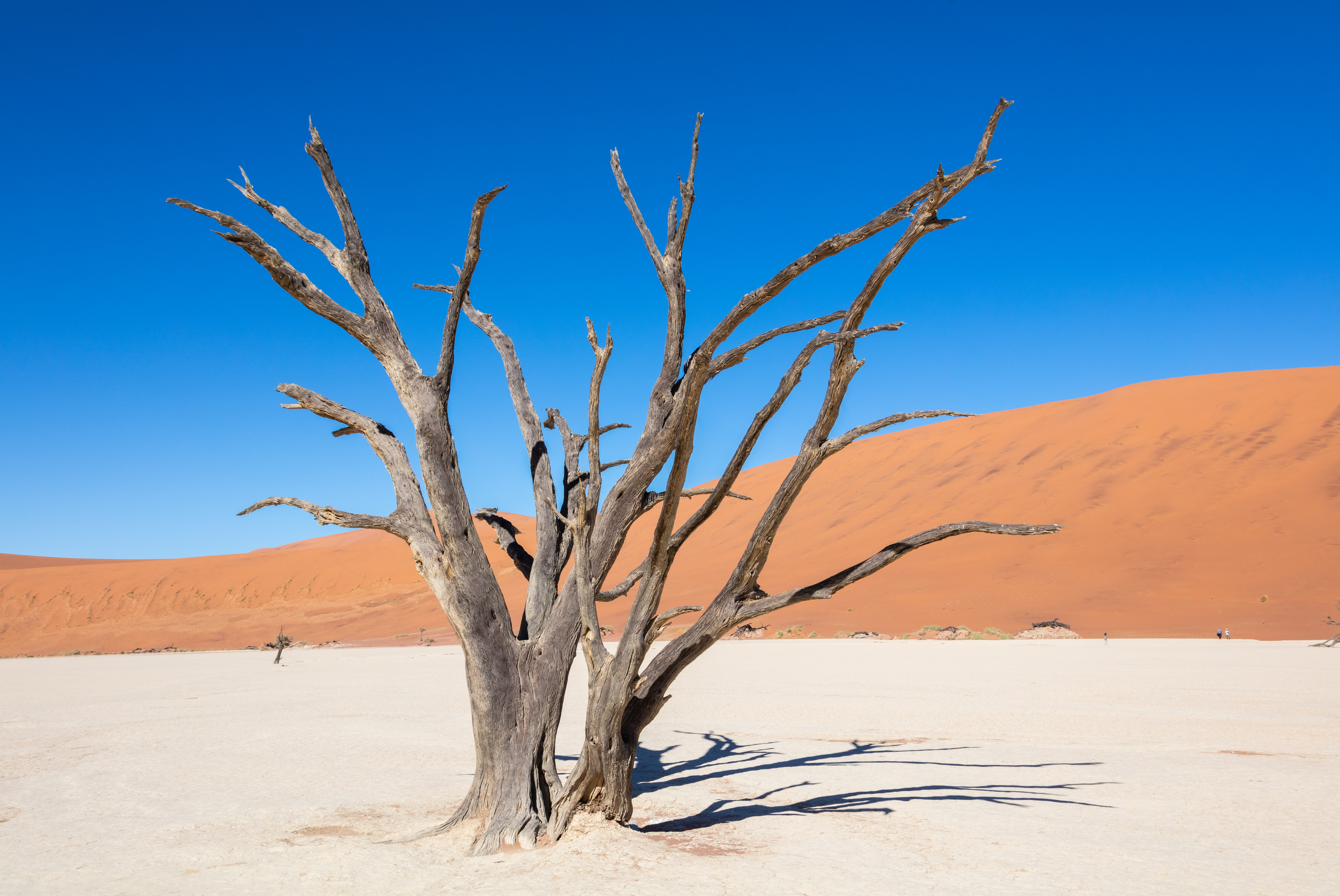
Detalle de un árbol

Se afirma que Dead Vlei es el lago seco rodeado por las dunas de arena más altas del planeta, que llegan a una altura de entre 300 y 400 m la duna "Big Daddy" tiene una altura media de 350 m), y descansan en un terraza de arenisca.[cita requerida]
La superficie de arcilla se formó después de que el río Tsauchab la inundara creando un pantano de poca profundidad que permitió crecer a acaciones conocidas como espinas de cabello (Vachellia erioloba). Cuando cambió el clima el área se resecó y dunas rodearon la superficie bloqueando el río.
Los árboles se secaron cuando dejó de fluir agua del río, si bien aún quedan algunas especies de plantas como salsola y nara, adaptados a sobrevivir con la neblina de mañana y lluvias muy ocasionales. Los esqueletos restantes de los árboles, que se estiman que están muertos desde hace unos 600-700 años, son de tono negro por la exposición continua al sol, que los ha quemado. Aunque no están petrificados, la madera no presenta descomposición porque el clima es muy seco.

Vista panorámica

En el paraje se han rodado algunas películas como La Célula (protagonizada por Jennifer Lopez), La Caída y Ghajini.